# Globimetula mayombensis
Globimetula mayombensis är en tvåhjärtbladig växtart som först beskrevs av De Wild., och fick sitt nu gällande namn av Danser. Globimetula mayombensis ingår i släktet Globimetula och familjen Loranthaceae. Inga underarter finns listade i Catalogue of Life.